# لودوم دیر

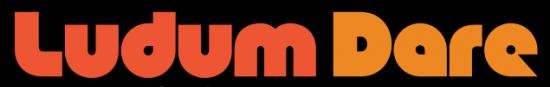
لوگوی جدید لودوم دیر

لوگوی قدیمی لودوم دیر

لودوم دیر (به انگلیسی:Ludum Dare، به معنای بازی کردن) یک مسابقه گیم جم است که جف هاولند آن را تأسیس کرد و اولین بار در آوریل ۲۰۰۲ برگزار شد. در حال حاضر توسط مایک کاسپرزاک، که از ابتدا بخشی از تیم بوده، اداره می‌شود. از شرکت‌کنندگان خواسته می‌شود که یک بازی ویدئویی متناسب با یک موضوع خاص را در دو یا سه روز بسازند. شرکت کنندگان اغلب یک ویدیوی تایم لپس از توسعه بازی خود منتشر می‌کنند.